# Активиновые рецепторы
Активиновые рецепторы (англ. Activin receptor) — разновидность мембранных каталитических рецепторов.
Каталитические рецепторы — трансмембранные белки, наружная часть которых содержит связывающий лиганд участок, цитоплазматическая часть либо сама функционирует как активный центр фермента, либо тесно связана с молекулой фермента.
Активиновые рецепторы представляют собой гликопротеины с молекулярной массой приблизительно 55 кДа, состоящие из 500 аминокислот. Известно два типа мембранных активиновых рецепторов: 1-го типа (ACVR-1) и 2-го типа (ACVR-2). Каждый из них содержит внутрицитоплазматический серин/треонинкиназный домен. Рецепторные серин/треониновые киназы фосфорилируют остатки серина и/или треонина как самого рецептора (автофосфорилирование), так и внутриклеточных белков. К этим рецепторам относятся рецепторы белков, контролирующих рост и дифференцировку клеток (цитокинов) — трансформирующих факторов роста β (TGFß/активинов), ингибинов, почти десятка так называемых костных морфогенетических белков (BMP).
Активин непосредственно взаимодействует и связывается с относительно коротким внеклеточным регионом ACVR-2 (если экспрессируется только он один) или еще и с ACVR-1. Этот рецептор может связываться и с другими представителями надсемейства синергично с рецептором к BMP 1-го типа, что предполагает их перекрестное действие.

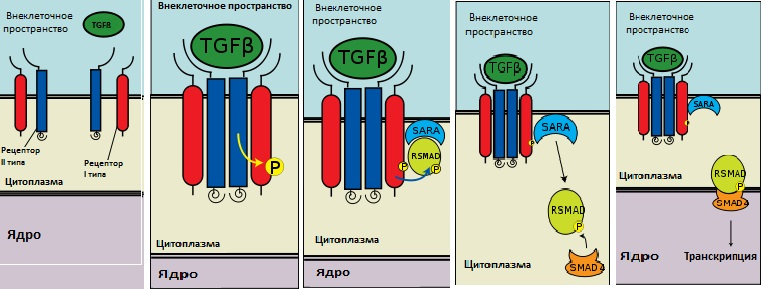
Работа активиновых рецепторов

Связывание с активином соединяет два рецептора 2-го типа и два рецептора 1-го типа, что приводит к образованию рецепторного комплекса. Одна из киназ рецептора фосфорилирует и активирует другую, что в свою очередь приводит к фосфорилированию их субстрата — белков SMAD (это название происходит от сочетания названий двух генов: Sma — гена С. elegans и Mad — гена Drosophila). Эти белки относятся к семейству белков внутриклеточной сигнализации, в котором выделяют три группы: рецептор-регулируемые SMAD-белки (R-SMAD), типичные SMAD-белки (Co-SMAD, C-SMAD или SMAD4) и ингибиторные SMAD-белки, которые являются антагонистами передачи сигнала.
В сигнальном пути активина/TGFß активированный рецептор 1-го типа фосфорилирует лигандспецифичные белки R-SMAD (SMAD2 и SMAD3), что позволяет им связываться со SMAD4. Образовавшийся комплекс перемещается в ядро в качестве кофактора транскрипции. Внутри ядра эффект SMAD-комплекса модулируется многочисленными факторами транскрипции (ДНК-связывающими белками) на целевых промоторах ДНК.